# Сіріклі (Ібресинський район)
Сіріклі́ (рос. Сирикли, чув. Çирĕклĕ) — присілок у складі Ібресинського району Чувашії, Росія. Входить до складу Новочурашевського сільського поселення.
Населення — 243 особи (2010; 279 у 2002).
Національний склад:
- чуваші — 97 %